# Francis Nys

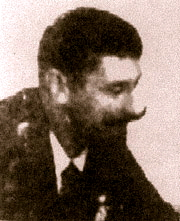
Portret van Francis Nys (rond 1890)

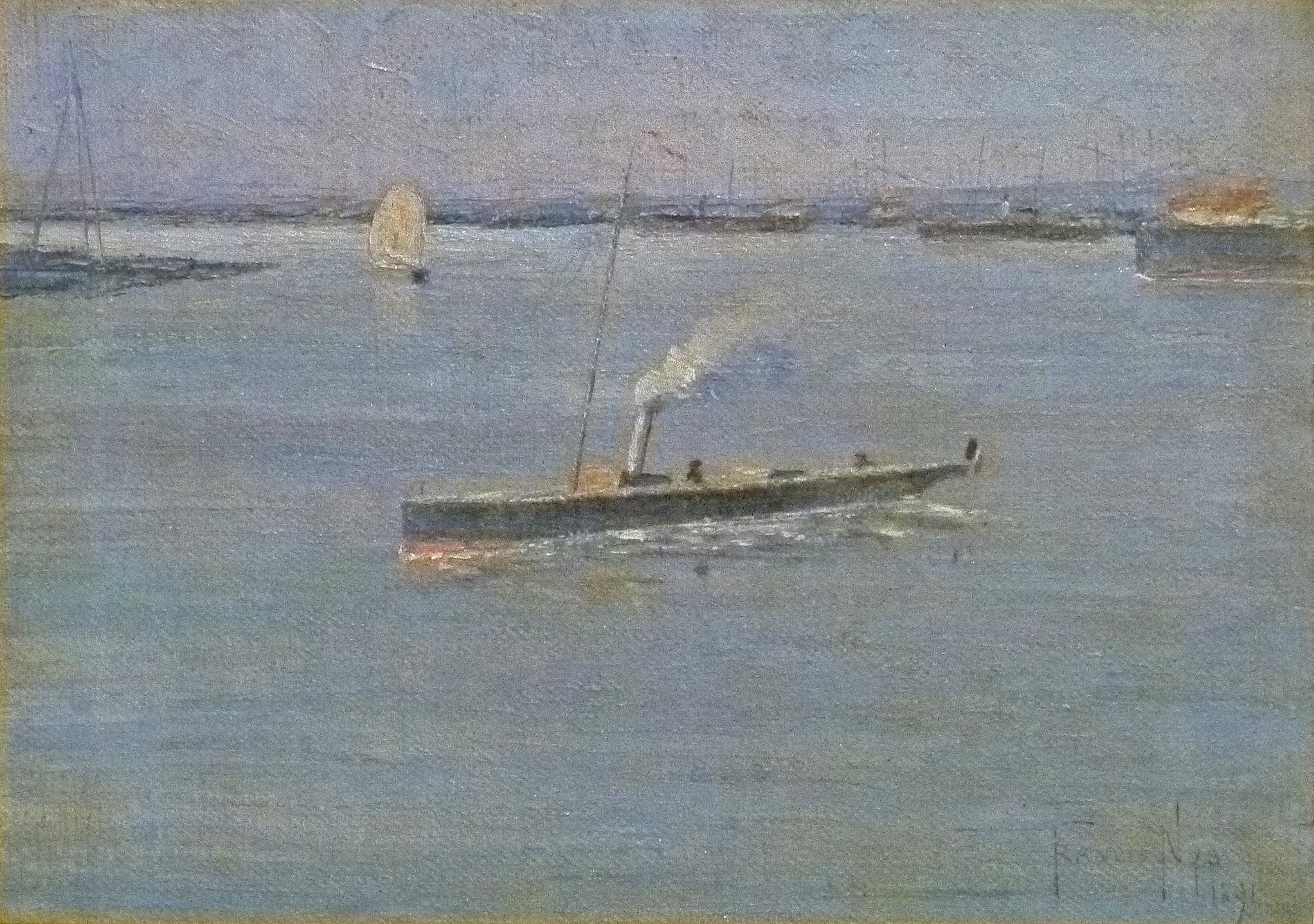
Havenzicht met stoomboot (1891)

Francis Nys (Antwerpen, 24 april 1863 - Ukkel, 7 juni 1900) was een Belgische kunstschilder, tekenaar en etser. Hij is vooral bekend voor zijn fijngeschilderde geanimeerde landschappen en havenzichten.
Er bevindt zich werk in musea te Antwerpen en Elsene, maar het overgrote gedeelte van zijn schilderijen en etsen bevindt zich in privébezit. Op kunstveilingen in binnen- en buitenland behalen ze behoorlijke bedragen.